# O Brasil e o Paraná
O Brasil e o Paraná é um livro lançado em 1903 por Sebastião Paraná e retrata os aspectos geográficos e históricos da nação e do estado natal do autor.
Esta obra foi criada em um período de difusão das idéias paranistas, muito presente no final do século XIX e início do século XX entre os intelectuais paranaenses, sendo assim, contém aspectos marcantes da cultura paranaense, mesmo sendo um livro de caracter didático. Relançado expressivamente em 1925 e em 1941 (em 1941 foi a 22° edição, obtendo sucesso de vendas).